# Florida Derby
 (août 2025).
Si vous disposez d'ouvrages ou d'articles de référence ou si vous connaissez des sites web de qualité traitant du thème abordé ici, merci de compléter l'article en donnant les références utiles à sa vérifiabilité et en les liant à la section « Notes et références ».
Groupe 1
Le Florida Derby est une course hippique de plat se déroulant fin mars, début avril sur l'hippodrome de Gulfstream Park à Hallandale, en Floride aux États-Unis. Elle est ouverte aux poulains de 3 ans, disputée sur le dirt sur la distance de 1 800 mètres, elle est dotée de 1 000 000 de dollars. C'est l'une des plus importantes préparatoires aux classiques de la Triple Couronne américaine et se déroule cinq semaines avant le Kentucky Derby.

## Histoire
Créée en 1952, le Florida Derby compte certains de plus grands champions américains à son palmarès. 21 de ses vainqueurs ont ensuite remporté au moins une des trois épreuves de la Triple Couronne américaine : 
- Kentucky Derby : Needles (1956), Tim Tam (1958), Carry Back (1961), Northern Dancer (1964), Forward Pass (1968), Spectacular Bid (1979), Swale (1984), Unbridled (1990), Thunder Gulch (1995), Monarchos (2001), Barbaro (2006), Big Brown (2008), Orb (2013), Nyquist (2016), Always Dreaming (2017).
- Preakness Stakes : Nashua (1955), Tim Tam (1958), Bally Ache (1960), Carry Back (1961), Candy Spots (1963), Northern Dancer (1964), Forward Pass (1968), Spectacular Bid (1979), Snow Chief (1986), Big Brown (2008).
- Belmont Stakes : Nashua (1955), Needles (1956), Swale (1984), Thunder Gulch (1995), Empire Maker (2003), Tiz the Law (2020).

### Records
Chrono :
- 1'46"80 – Gen. Duke (1957), record du monde des 1 800 mètres à l'époque

Propriétaire le plus titré :
- 5 – Calumet Farm (1957, 1958, 1968, 1971, 1978)

Jockey le plus titré :
- 6 – John R. Velazquez (2009, 2013, 2015, 2017, 2018, 2023)

Entraîneur le plus titré :
- 8 – Todd A. Pletcher (2007, 2014, 2015, 2017, 2018, 2021, 2023, 2024)

## Palmarès
| Année | Vainqueur          | Père              | Jockey            | Entraîneur               | Propriétaire                                 | Deuxième          | Troisième          | Temps   |
| ----- | ------------------ | ----------------- | ----------------- | ------------------------ | -------------------------------------------- | ----------------- | ------------------ | ------- |
| 2025  | Tappan Street      | Into Mischief     | Luis Saez         | Brad H. Cox              | WinStar Farm, CHC Inc & Cold Press Racing    | Sovereignty       | Neoequos           | 1'49"27 |
| 2024  | Fierceness         | City of Light     | Irad Ortiz Jr.    | Todd A. Pletcher         | Repole Stables                               | Catalytic         | Grand Mo The First | 1'48"22 |
| 2023  | Forte              | Violence          | Irad Ortiz Jr.    | Todd A. Pletcher         | Repole Stable & St. Elias Stable             | Mage              | Cyclone Mischief   | 1'49"37 |
| 2022  | White Abarrio      | Race Day          | Tyler Gaffalione  | Saffie A. Joseph Jr.     | C2 Racing Stable                             | Charge It         | Simplification     | 1'50"64 |
| 2021  | Known Agenda       | Curlin            | Irad Ortiz Jr.    | Todd A. Pletcher         | St. Elias Stable                             | Soup And Sandwich | Greatest Honour    | 1'49"45 |
| 2020  | Tiz the Law        | Constitution      | Manny Franco      | Barclay Tagg             | Sackatoga Stable                             | Shivaree          | Ete Indien         | 1'50"00 |
| 2019  | Maximum Security   | New Years Day     | Luis Saez         | Jason Servis             | Mary & Gary West                             | Bodexpress        | Code of Honor      | 1'48"86 |
| 2018  | Audible            | Into Mischief     | John R. Velazquez | Todd A. Pletcher         | China Horse Club, WinStar Farm & &l.         | Hofburg           | Mississippi        | 1'49"48 |
| 2017  | Always Dreaming    | Bodemeister       | John R. Velazquez | Todd A. Pletcher         | Teresa Viola Racing Stable, MeB Racing & al. | State Of Honor    | Gunnevera          | 1'47"47 |
| 2016  | Nyquist            | Uncle Mo          | Mario Gutierrez   | Doug O'Neill             | Reddam Racing                                | Majesto           | Fellowship         | 1'49"11 |
| 2015  | Materiality        | Afleet Alex       | John R. Velazquez | Todd A. Pletcher         | Alto Racing                                  | Upstart           | Amis Flatter       | 1'52"30 |
| 2014  | Constitution       | Tapit             | Javier Castellano | Todd A. Pletcher         | WinStar Farm                                 | Wildcat Red       | General A Rod      | 1'49"17 |
| 2013  | Orb                | Malibu Moon       | John Velazquez    | Claude. R. McGaughey III | Stuart S. Janney III & Phipps Stable         | Itsmyluckyday     | Merit Man          | 1'50"87 |
| 2012  | Take Charge Indy   | A.P. Indy         | Calvin Borel      | Patrick B. Byrne         | Chuck & Maribeth Sandford                    | Reveron           | Union Rags         | 1'48"79 |
| 2011  | Dialed In          | Mineshaft         | Julien Leparoux   | Nick Zito                | Robert V. LaPenta                            | Shackleford       | To Honor And Serve | 1'50"74 |
| 2010  | Ice Box            | Pulpit            | Jose Lezcano      | Nick Zito                | Robert V. LaPenta                            | Pleasant Prince   | Rule               | 1'49"19 |
| 2009  | Quality Road       | Elusive Quality   | John Velazquez    | James A. Jerkens         | Edward P. Evans                              | Dunkirk           | Theregoesjojo      | 1'47"72 |
| 2008  | Big Brown          | Boundary          | Kent Desormeaux   | Richard E. Dutrow Jr.    | IEAH Stables & Paul Pompa Jr.                | Smooth Air        | Tomcito            | 1'48"16 |
| 2007  | Scat Daddy         | Johannesburg      | Edgar Prado       | Todd A. Pletcher         | James Scatuorchio & Michael Tabor            | Notional          | Chelokee           | 1'49"00 |
| 2006  | Barbaro            | Dynaformer        | Edgar Prado       | Michael Matz             | Lael Stables                                 | Sharp Humor       | Sunriver           | 1'49"01 |
| 2005  | High Fly           | Atticus           | Jerry Bailey      | Nick Zito                | Live Oak Plantation                          | Noble Causeway    | B B Best           | 1'49"43 |
| 2004  | Friends Lake       | A.P. Indy         | Richard Migliore  | John C. Kimmel           | Chester & Mary Broman                        | Value Plus        | The Cliffs Edge    | 1'51"38 |
| 2003  | Empire Maker       | Unbridled         | Jerry Bailey      | Robert Frankel           | Juddmonte Farms                              | Trust N' Luck     | Indy Dancer        | 1'49"05 |
| 2002  | Harlan's Holiday   | Harlan            | Edgar Prado       | Kenneth McPeek           | Starlight Stable                             | Blue Burner       | Peekskill          | 1'48"80 |
| 2001  | Monarchos          | Maria's Mon       | Jorge Chavez      | John T. Ward Jr.         | John C. Oxley                                | Outofthebox       | Invisible Ink      | 1'49"95 |
| 2000  | Hal's Hope         | Jolies Halo       | Roger Velez       | Harold J. Rose           | Rose Family Stable                           | High Yield        | Tahkodha Hills     | 1'51"49 |
| 1999  | Vicar              | Wild Again        | Shane Sellers     | Carl Nafzger             | James B. Tafel                               | Wondertross       | Cat Thief          | 1'50"83 |
| 1998  | Cape Town          | Seeking The Gold  | Shane Sellers     | D. Wayne Lukas           | Overbrook Farm                               | Lil's Lad         | Halory Hunter      | 1'49"21 |
| 1997  | Captain Bodgit     | Saint Ballado     | Alex Solis        | Gary Capuano             | Team Valor                                   | Pulpit            | Frisk Me Now       | 1'50"60 |
| 1996  | Unbridled's Song   | Unbridled         | Mike E. Smith     | James T. Ryerson         | Paraneck Stable                              | Editor's Note     | Skip Away          | 1'47"85 |
| 1995  | Thunder Gulch      | Gulch             | Mike E. Smith     | D. Wayne Lukas           | Michael Tabor                                | Suave Prospect    | Mecke              | 1'49"70 |
| 1994  | Holy Bull          | Great Above       | Mike E. Smith     | Warren A. Croll Jr.      | Warren A. Croll Jr.                          | Ride The Rails    | Halos Image        | 1'47"66 |
| 1993  | Bull Inthe Heather | Ferdinand         | Wigberto Ramos    | Howard M. Tesher         | Arthur Klein                                 | Storm Tower       | Wallenda           | 1'51"38 |
| 1992  | Technology         | Time For A Change | Jerry Bailey      | Hubert Hine              | Scott C. Savin                               | Dance Floor       | Pistols And Roses  | 1'50"72 |
| 1991  | Fly So Free        | Time For A Change | José A. Santos    | Scotty Schulhofer        | Tommy Valando                                | Strike The Gold   | Hansel             | 1'50"44 |
| 1990  | Unbridled          | Fappiano          | Pat Day           | Carl Nafzger             | Genter Stable                                | Slavic            | Run Turn           | 1'52"00 |
| 1989  | Mercedes Won       | Air Forbes Won    | Earlie Fires      | Arnold Fink              | Christopher Spencer                          | Western Playboy   | Big Stanley        | 1'49"60 |
| 1988  | Brian's Time       | Roberto           | Randy Romero      | John M. Veitch           | James W. Phillips                            | Forty Niner       | Notebook           | 1'49"80 |
| 1987  | Cryptoclearance    | Fappiano          | José A. Santos    | Scotty Schulhofer        | Phil Teinowitz                               | No More Flowers   | Talinum            | 1'49"60 |
| 1986  | Snow Chief         | Reflected Glory   | Alex Solis        | Melvin F. Stute          | Carl Grinstead & Ben Rochelle                | Badger Land       | Mogambo            | 1'51"80 |
| 1985  | Proud Truth        | Graustark         | Jorge Velásquez   | John M. Veitch           | Darby Dan Farm                               | Irish Sur         | Do It Again Dan    | 1'50"00 |
| 1984  | Swale              | Seattle Slew      | Laffit Pincay Jr. | Woody Stephens           | Claiborne Farm                               | Dr Carter         | Darn That Alarm    | 1'47"60 |
| 1983  | Croeso             | Super Concorde    | Frank Olivares    | Stephen A. DiMauro       | Cardiff Stud Farm & Jerry Fowler             | Copelan           | Law Talk           | 1'49"80 |
| 1982  | Timely Writer      | Staff Writer      | Jeffrey Fell      | Dominic Imprescia        | Peter Martin & Francis Martin                | Star Gallant      | Our Escapade       | 1'49"60 |
| 1981  | Lord Avie          | Lord Gaylord      | Chris McCarron    | Daniel Perlsweig         | David Simon                                  | Akureyri          | Linnleur           | 1'50"40 |
| 1980  | Plugged Nickle     | Key To The Mint   | Buck Thornburg    | Thomas J. Kelly          | John M. Schiff                               | Naked Sky         | Lord Gallant       | 1'50"20 |
| 1979  | Spectacular Bid    | Bold Bidder       | Ronnie Franklin   | Bud Delp                 | Hawksworth Farm                              | Lot O' Gold       | Fantasy N' Reality | 1'48"80 |
| 1978  | Alydar             | Raise A Native    | Jorge Velásquez   | John M. Veitch           | Calumet Farm                                 | Believe It        | Dr Valeri          | 1'47"00 |
| 1977  | Ruthie's Native    | Native Royalty    | Craig Perret      | Eugene Jacobs            | Ruth A. Perlmutter                           | For The Moment    | Sir Sir            | 1'50"20 |
| 1977  | Coined Silver      | Herbager          | Buck Thornburg    | George T. Poole III      | Cornelius V. Whitney                         | Nearly On Time    | Fort Prevel        | 1'48"80 |
| 1976  | Honest Pleasure    | What A Pleasure   | Braulio Baeza     | LeRoy Jolley             | Bertram R. Firestone                         | Great Contractor  | Proud Birdie       | 1'47"80 |
| 1975  | Prince Thou Art    | Hail To Reason    | Braulio Baeza     | Lou Rondinello           | Darby Dan Farm                               | Sylvan Place      | Foolish Pleasure   | 1'50"40 |
| 1974  | Judger             | Damascus          | Laffit Pincay Jr. | Woody Stephens           | Claiborne Farm                               | Cannonade         | Bucks Bid          | 1'49"00 |
| 1973  | Royal and Regal    | Vaguely Noble     | Walter Blum       | Warren A. Croll Jr.      | Aisco Stable                                 | Forego            | Restless Jet       | 1'47"40 |
| 1972  | Upper Case         | Round Table       | Ron Turcotte      | Lucien Laurin            | Meadow Stable                                | Spanish Riddle    | Gentle Smoke       | 1'50"00 |
| 1971  | Eastern Fleet      | Fleet Nasrullah   | Eddie Maple       | Reggie Cornell           | Calumet Farm                                 | Executioner       | Jim French         | 1'47"40 |
| 1970  | My Dad George      | Dark Star         | Ray Broussard     | Frank J. McManus         | Raymond M. Curtis                            | Corn Off The Cob  | Cassie Red         | 1'50"80 |
| 1969  | Top Knight         | Vertex            | Manuel Ycaza      | Raymond F. Metcalf       | Steven B. Wilson                             | Arts And Letters  | Al Hattab          | 1'48"40 |
| 1968  | Forward Pass       | On-And-On         | Don Brumfield     | Henry Forrest            | Calumet Farm                                 | Iron Ruler        | Perfect Tan        | 1'49"00 |
| 1967  | In Reality         | Intentionally     | Earlie Fires      | Melvin Calvert           | Frances A. Genter                            | Biller            | Reason To Hail     | 1'50"20 |
| 1966  | Williamston Kid    | Piet              | Robert Stevenson  | James Bartlett           | Paul F. Ternes & James Bartlett              | Bold And Brave    | Sky Guy            | 1'50"60 |
| 1965  | Native Charger     | Native Dancer     | John L. Rotz      | Raymond F. Metcalf       | Warner Stable                                | Hail To All       | Gallant Lad        | 1'51"20 |
| 1964  | Northern Dancer    | Nearctic          | Bill Shoemaker    | Horatio Luro             | Windfields Farm                              | The Scoundrel     | Dandy K.           | 1'50"80 |
| 1963  | Candy Spots        | Nigromante        | Bill Shoemaker    | Mesh Tenney              | Rex C. Ellsworth                             | Sky Wonder        | Cool Prince        | 1'50"60 |
| 1962  | Ridan              | Nantallah         | Manuel Ycaza      | LeRoy Jolley             | M. Jolley, E. Woods & John L. Greer          | Cicada            | Admirals Voyage    | 1'50"40 |
| 1961  | Carry Back         | Saggy             | Johnny Sellers    | Jack A. Price            | Katherine Price                              | Crozier           | Beau Prince        | 1'48"80 |
| 1960  | Bally Ache         | Ballydam          | Bobby Ussery      | Jimmy Pitt               | Edgehill Farm                                | Venetian Way      | Victoria Park      | 1'47"60 |
| 1959  | Easy Spur          | Crowfoot          | Bill Hartack      | Paul L. Kelley           | Spring Hill Farm                             | Sword Dancer      | Master Palynch     | 1'47"20 |
| 1958  | Tim Tam            | Tom Fool          | Bill Hartack      | Horace A. Jones          | Calumet Farm                                 | Lincoln Road      | Grey Monarch       | 1'49"20 |
| 1957  | Gen. Duke          | Bull Lea          | Bill Hartack      | Horace A. Jones          | Calumet Farm                                 | Bold Ruler        | Iron Liege         | 1'46"80 |
| 1956  | Needles            | Ponder            | David Erb         | Hugh L. Fontaine         | D & H Stable                                 | Count Chic        | Pintor Lea         | 1'48"60 |
| 1955  | Nashua             | Nasrullah         | Eddie Arcaro      | Jim Fitzsimmons          | Belair Stud                                  | Blue Lem          | First Cabin        | 1'53"20 |
| 1954  | Correlation        | Free America      | Bill Shoemaker    | Noble Threewitt          | Robert S. Lytle                              | Goyamo            | Big Crest          | 1'55"20 |
| 1953  | Money Broker       | Half Crown        | Alfred Popara     | Vester R. Wright         | G. & G. Stable                               | Blaze             | Jamie K            | 1'53"80 |
| 1952  | Sky Ship           | Teddys Comet      | Ronnie Nash       | Preston M. Burch         | Brookmeade Stable                            | Handsome Teddy    | Sandtop            | 1'50"80 |